# Стрибкоподібність
У статистиці стрибкоподібність або бурхливість (англ. burstiness) – це періодичне збільшення та зменшення активності або частоти події, тобто зміна частоти випадкової події.   Одним із показників стрибкоподібности є фактор Фано — співвідношення між дисперсією та середнім значенням підрахунків.
Стрибкоподібність можна спостерігати в природних явищах, таких як стихійні лиха, або інших явищах, таких як мережевий трафік / трафік даних / електронної пошти   або рух транспортних засобів .  Стрибкоподібність частково зумовлена змінами в розподілі ймовірностей часу між подіями.  Розподіл бурхливих (стрибкоподібних) процесів або подій характеризується важкими або жирними хвостами . 
Стрибкоподібність часу взаємодії між вузлами в мережі, що змінюється в часі, може значно уповільнити процеси поширення в мережі. Це становить великий інтерес для вивчення поширення інформації та хвороб. 

## Кількість стрибкоподібности
Одним із відносно простих показників стрибкоподібности є кількість стрибкоподібности (кількість бурхливости). Кількість стрибкоподібности підмножини {\displaystyle t} періоду часу {\displaystyle T} відносно події {\displaystyle e} є мірою того, як часто {\displaystyle e} з'являється в {\displaystyle t} порівняно з його появою в {\displaystyle T} . Це визначається наступним чином:
{\displaystyle Burst(e,t)=\left({\frac {E_{t}}{E}}-{\frac {1}{T}}\right)}
де {\displaystyle E_{t}} – загальна кількість випадків події {\displaystyle e} у підмножині {\displaystyle t}, а {\displaystyle E} – загальна кількість випадків {\displaystyle e} в {\displaystyle T} .
Кількість стрибкоподібности може бути використана для визначення, чи є {\displaystyle t} "бурхливим періодом" відносно {\displaystyle e}. Позитивна кількість говорить про те, що {\displaystyle e} зустрічається частіше на підмножині {\displaystyle t}, ніж за загальний час {\displaystyle T}, що робить {\displaystyle t} бурхливим періодом. Негативна кількість, відповідно, означає протилежне. 

## Застосування для виявлення автоматично згенерованого тексту
Бурхливість та перплексивність використовуються в галузі машинного навчання, а саме в обробці природної мови, для виявлення, чи був текст згенерований мовною моделлю. У такому підході, ми оцінюємо можливість певної мовної моделі згенерувати заданий текст. Тоді перплексивність трактується як міра "здивування" моделі для послідовності слів, тобто наскільки "дивним" (малоймовірним) є для мовної моделі вибір даного слова після всіх попередніх. Відповідно висока перплексивність означає велику ймовірність того, що текст написаний не зданою мовною моделлю (тобто або людиною, або іншою моделлю). Також для більшости мовних моделей характерна низька стрімкоподібність, тобто вони не суть бурхливими (довжина й складність речень суттєво однорідніша, ніж у тексті, який було написано людиною, а вибір слів у моделях задається чіткішим розподілом імовірностей).

## Дивись також
- Дисперсія випадкової величини
- Перплексивність
- Фактор Фано